# Canadian National Railway

Logotyp.

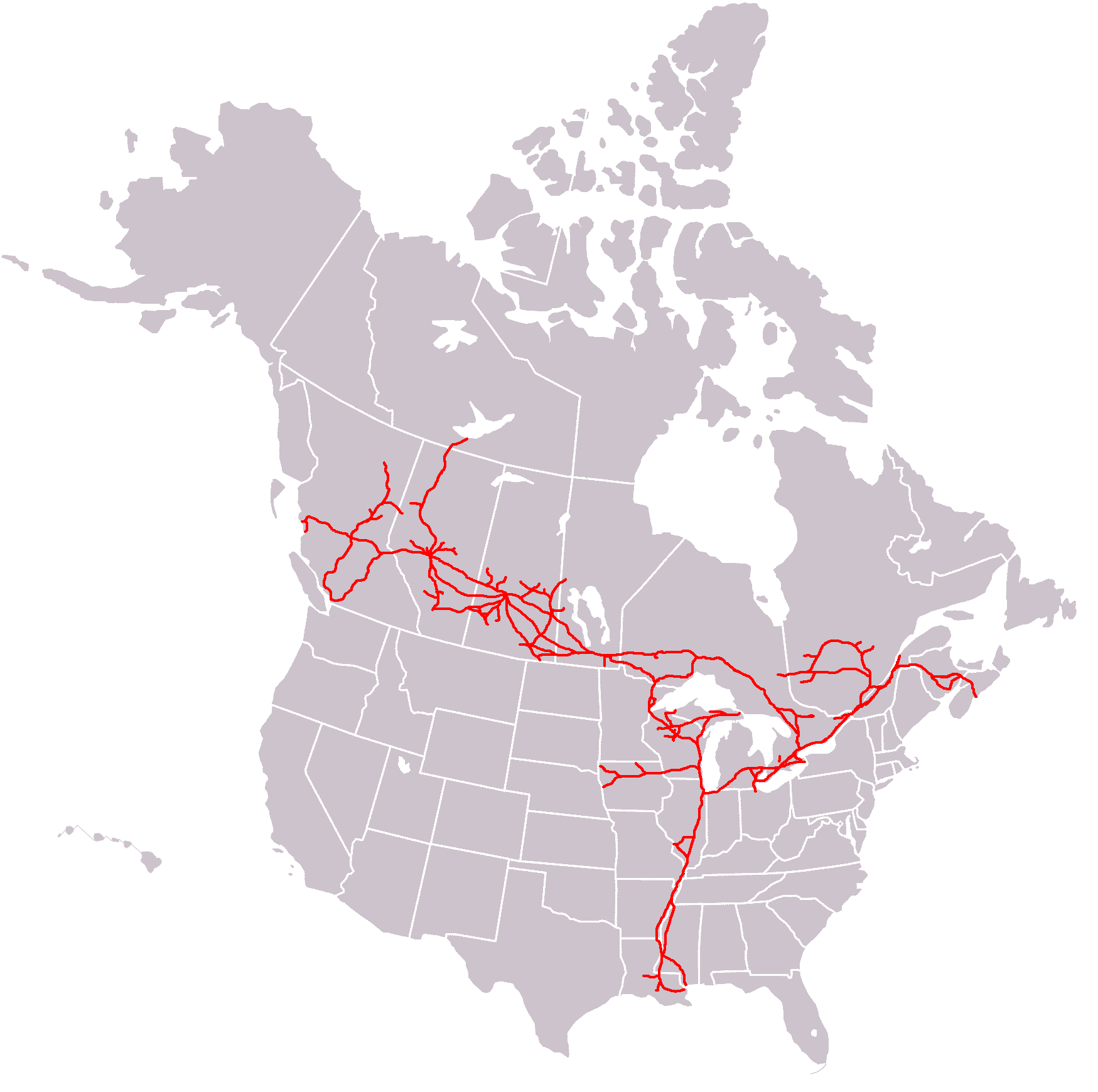
Karta över CN:s godstrafiknät i Kanada och USA.

Canadian National Railway (franska: Chemins de Fer Nationaux du Canada), tidigare Canadian National Railways (1919–1960), vanligen omnämnt som Canadian National (förkortning: CN), är ett kanadensiskt järnvägsbolag som även har verksamhet i USA och kontrollerar järnvägsspår i Nordamerika på en längd av 31 000 kilometer.
Bolaget är jämte Canadian Pacific det största järnvägsbolaget med godstrafik i Kanada. Canadian National Railway är noterat på Toronto Stock Exchange.

## Bakgrund
Bolaget grundades 1919 som ett federalt statsägt bolag (engelska: Crown corporation) genom en sammanslagning av resterna av fem krisande privatägda järnvägsbolag mellan 1917 och 1923.
Bolagets verksamhet expanderade under de första decennierna och bolaget blev även aktivt inom färjetrafik och flyg. Air Canada skapades som dotterbolag till Canadian National Railway (CNR) 1937.
Under 1970-talet började omstruktureringar. 1977 avknoppades Air Canada liksom färjetrafiken. Bolaget kom även att lägga ner ett antal banor som inte bar sig ekonomiskt under 1980- och 1990-talet. 1995 privatiserades bolaget, men som villkor i CN Commercialization Act som antogs av Kanadas parlament fastställdes det att huvudkontorets säte måste vara beläget i Montréal.